# Stendi Kuu
Stendi Kuu è una District (urban ward) della Tanzania situata nel distretto di Serengeti, regione del Mara. Conta una popolazione di 323 486 abitanti (censimento 2012).